# Repräsentantenhaus (Kolumbien)
Das Repräsentantenhaus von Kolumbien (spanisch Cámara de Representantes) ist Teil des Parlaments von Kolumbien. Sein Sitz ist am Plaza de Bolívar in der Hauptstadt Bogotá.
Das Repräsentantenhaus ist das Unterhaus des aus zwei Kammern bestehenden Parlaments. Es besteht aus 172 Abgeordneten, die für vier Jahre gewählt werden. Das Oberhaus wird vom Senat der Republik Kolumbien (Senado de la República de Colombia) gebildet. Das Repräsentantenhaus ist die politische Vertretung der Bürger vor dem Kongress. Seine Hauptaufgaben sind: die Verfassung zu reformieren, die Gesetzgebung zu erlassen und die politische Kontrolle über die Regierung auszuüben.
Die Parlamentswahl in Kolumbien 2022 für die laufende Legislatur fand am 13. März 2022 statt.